# 千歳 (防護巡洋艦)
|          | |
| 艦歴     | |
| 計画     | 第一期拡張計画 |
| 起工     | 1897年5月1日 |
| 進水     | 1898年1月22日 |
| 就役     | 1899年3月1日 |
| 除籍     | 1928年4月1日 |
| その後   | 1931年7月19日 撃沈処分 |
| 性能諸元 | |
| 排水量   | 常備：4,760t |
| 全長     | 115.2m |
| 全幅     | 14.9m |
| 吃水     | 5.3m |
| 機関     | 二軸レシプロ蒸気機関、円罐12 15,500馬力                                                                                      |
| 最大速   | 22.25ノット |
| 兵員     | 434名 |
| 兵装     | 45口径20.3cm単装速射砲 2門 40口径12cm単装速射砲 10門 40口径7.6cm単装速射砲 12門 4.7cm単装速射砲 6門 35.6cm水上魚雷発射管 4門 |
| 装甲     | 甲板傾斜部：89mm |
| 信号符字 | GQJV（1898年～） |

千歳（ちとせ）は、日本海軍の防護巡洋艦（日本海軍の類別は二等巡洋艦）。
笠置型の2番艦である。
艦名は「永遠・永久」の意味。
外交上の問題からアメリカのユニオン鉄工所に発注された。
艦名は千歳型水上機母艦（空母）「千歳」に引き継がれた。

## 艦歴
1897年（明治30年）、日本海軍はイギリスとアメリカで建造される軍艦4隻の艦名を検討、第二号二等巡洋艦は笠置または矢作を予定していた。
3月26日、4隻は正式に命名。第二号二等巡洋艦は千歳と命名された。同年5月1日、「千歳」はサンフランシスコで起工。
1898年（明治31年）1月22日、進水。同年3月21日、日本海軍は海軍軍艦及び水雷艇類別標準を制定し、3,500トン以上7,000トン未満の巡洋艦を「二等巡洋艦」と定義。該当する9隻（浪速、高千穂、厳島、松島、橋立、吉野、高砂、笠置、千歳）が二等巡洋艦に類別された。
1899年（明治32年）3月1日、「千歳」は竣工。3月21日、日本に向けアメリカを出発、4月20日に横須賀港へ到着した。
12月25日、沼津御用邸滞在中の東宮（嘉仁親王、のち大正天皇）は、戦艦「八島」に乗艦（千歳は供奉艦）。12月26日、2隻（八島《御召艦》、千歳《供奉艦》）は横須賀に到着した。
北清事変では1900年（明治33年）7月から翌年9月にかけて大沽、芝罘方面に出動した。
帰国後の10月、明治天皇皇太子（のちの大正天皇）が北九州地方を巡啓することになり、「千歳」は御召艦に指定される。10月18日、皇太子は舞子（兵庫県）で「千歳」に乗艦。
瀬戸内海を航行して10月19日に門司港で「千歳」を降りた。
皇太子は北九州（福岡県、佐賀県、長崎県、熊本県）各地の神社・造船所・鎮守府等を巡啓後、10月30日に門司で「千歳」に乗艦。10月31日、舞子で下艦して有栖川宮威仁親王邸宅に入り、「千歳」は御召艦任務を終えた。
1903年（明治36年）4月、神戸沖で挙行された大演習観艦式に参列、第二列に配置された。12月28日、常備艦隊が解隊され、笠置は第一艦隊隷下の第三戦隊（司令官：出羽重遠海軍少将、防護巡洋艦《千歳・笠置・吉野・高砂》）に配属される。当初は戦隊旗艦とされたが、八雲が戦隊に臨時編入されるとこれを譲り、八雲転出後も笠置に譲った。
日露戦争に際しては、黄海海戦、宗谷沖海戦、日本海海戦等に参加。戦勝後の1905年（明治38年）10月23日、横浜沖で挙行された凱旋観艦式に参列、第二列に配置された。12月20日、中国大陸在住の邦人保護のために新設された南清艦隊（司令官：武富邦鼎海軍少将、防護巡洋艦《高千穂・千歳》、砲艦《宇治、隅田》）所属となる。1906年（明治39年）6月1日、同艦隊を離れる。12月9日、通船の事故により、兵員65名、見送人15名、計83名が死亡。
1907年（明治40年）2月28日、第二艦隊司令長官伊集院五郎中将指揮下の2隻（巡洋戦艦筑波、千歳）は横浜を出発。アメリカ殖民300年祭記念観艦式（ハンプトン・ローズ）に参加し、その後ヨーロッパ各国を歴訪した。12月27日、明治天皇は「筑波」に乗艦、同時に「千歳」を親閲した。
1908年（明治41年）6月、伏見宮貞愛親王は舞鶴において本艦に乗艦する。
1914年（大正3年）8月28日、第二艦隊隷下に第六戦隊（防護巡洋艦《千歳、秋津洲、千代田》）を編成。第一次世界大戦では、青島攻略戦に参加。さらにメキシコ湾岸、南中国での作戦に従事した。
1915年（大正4年）12月4日、横浜沖で挙行された御大礼特別観艦式に参列。
1920年（大正9年）12月1日、砲艦宇治・嵯峨・鳥羽・伏見・隅田と共に第一遣外艦隊（司令官：吉田増次郎海軍少将）を編成。
1921年（大正10年）9月1日、日露戦争で活躍した各艦は海防艦に種別変更される。「千歳」は二等海防艦に類別された。
1928年（昭和3年）4月1日、除籍。2隻（千歳、明石）は海防艦より削除。本艦は廃艦第1号と仮称。
1931年（昭和6年）7月19日、第一航空戦隊（赤城、鳳翔）航空隊が演習に参加。廃艦1号（千歳）は土佐沖で撃沈処分された。昭和天皇弟宮高松宮宣仁親王は戦艦霧島乗艦、陸軍大学校教官朝香宮鳩彦王少将は戦艦日向乗艦、他多数高官や議員が各艦に便乗し、戦技を見学した。

## 艦長
※『日本海軍史』第9巻・第10巻の「将官履歴」及び『官報』に基づく。階級は就任時のもの。
回航委員長
- 桜井規矩之左右 大佐：1898年3月1日 - 1898年10月27日

艦長
- 桜井規矩之左右 大佐：1898年10月27日 - 1899年5月1日
- 細谷資氏 大佐：1899年10月13日 - 1900年5月20日
- 中尾雄 大佐：1900年5月20日 - 1901年3月13日
- 寺垣猪三 大佐：1901年3月13日 - 1903年1月12日
- 佐々木広勝 大佐：1903年1月12日 - 7月7日
- 高木助一 大佐：1903年7月7日 - 1905年12月12日
- 小花三吾 大佐：1905年12月12日 - 1906年5月10日
- 山屋他人 大佐：1907年1月14日 - 12月27日
- 茶山豊也 大佐：1907年12月27日 - 1908年9月15日
- 山田猶之助 大佐：1908年9月15日 - 12月10日
- 高島万太郎 大佐：1908年12月10日 - 1909年12月1日
- 釜屋六郎 大佐：1909年12月1日 - 1910年10月26日
- 榊原忠三郎 大佐：1910年10月26日 - 1911年1月16日
- 水町元 大佐：1911年1月16日 - 6月12日
- （兼）岩村団次郎 大佐：1911年6月12日 - 8月1日
- 川浪安勝 大佐：1911年8月16日 - 1911年12月1日
- 山崎米三郎 大佐：1911年12月1日 - 1912年4月20日
- （兼）山口鋭 大佐：1912年4月20日 - 5月22日
- 荒西鏡次郎 大佐：1912年5月22日 - 1913年12月1日
- 中川繁丑 大佐：1913年12月1日 - 1914年1月24日
- 三輪修三 大佐：1914年1月24日 - 5月27日
- 本田親民 大佐：1914年5月27日 - 11月16日
- （心得）土師勘四郎 中佐：1914年11月16日 - 12月1日
- 土師勘四郎 大佐：1914年12月1日 - 1916年5月11日
- 中村正奇 大佐：1916年5月11日 - 1917年7月16日
- 白根熊三 大佐：1917年11月9日 - 1918年7月11日
- 橋本虎六 大佐：1918年7月23日[43] - 1919年11月20日[44]
- 福村篤男 大佐：1919年11月20日[44] - 1920年2月13日[45]
- 平岡善之丞 大佐：1920年2月13日[45] - 11月20日
- 遠藤格 大佐：1920年11月20日 - 1921年12月1日
- 原道太 大佐：1921年12月1日[46] - 1922年11月10日[47]
- （心得）木岡英男 中佐：1922年11月10日[47] - 12月1日
- 木岡英男 大佐：1922年12月1日[48] - 1923年2月15日[49]
- 岩崎猛 大佐：1923年2月15日[49] - 1923年11月10日[50]
- （兼）益子六弥 大佐：1923年11月10日- 1924年3月25日
- （兼・心得）三矢四郎 中佐：1924年3月25日[51] - 5月10日[52]
- （心得）今川真金 中佐：1924年5月10日[52] - 不詳
- 今川真金 大佐：不詳 - 1924年12月1日[53]
- （兼）今川真金 大佐：1924年12月1日[53] - 1925年1月15日[54]

## 同型艦
- 笠置 [I]

## 参考資料
- 海軍歴史保存会『日本海軍史』第7巻、第9巻、第10巻、第一法規出版、1995年。
- 呉市海事歴史科学館編『日本海軍艦艇写真集・巡洋艦』ダイヤモンド社、2005年。
- 原武史『大正天皇　朝日選書663』朝日新聞社、2000年11月。ISBN 4-02-259763-1。
- 雑誌「丸」編集部『写真 日本の軍艦 第5巻 重巡I』（光人社、1989年） ISBN 4-7698-0455-5
- 『官報』

- 国立国会図書館デジタルコレクション - 国立国会図書館
  - 伊藤痴遊『元帥東郷平八郎　info:ndljp/pid/1232938』郁文舎出版部、1934年9月。
  - 海軍文庫『大日本帝国軍艦帖　info:ndljp/pid/845238』共益商社書店、1894年10月。
  - 海軍有終会編『幕末以降帝国軍艦写真と史実』海軍有終会、1935年11月。
  - 海軍大臣官房『海軍制度沿革. 巻4(1939年印刷)　info:ndljp/pid/1886711』海軍大臣官房、1939年。
  - 海軍大臣官房『海軍制度沿革. 巻8(1940年印刷)　info:ndljp/pid/1886716』海軍大臣官房、1940年。
  - 海軍大臣官房『海軍制度沿革. 巻11(1940年印刷)　info:ndljp/pid/1886713』海軍大臣官房、1940年。
  - 藤田定市編『戦袍余薫懐旧録.第2輯　info:ndljp/pid/1447099』財団有終會、1926年12月。
  - 藤田定市編『戦袍余薫懐旧録.第3輯　info:ndljp/pid/1447108』財団有終會、1928年1月。

- アジア歴史資料センター（公式）（防衛省防衛研究所）
  - 『明治30年 達 完/3月(4)』。Ref.C12070038100。
  - 『明治31年 達 完/3月(1)』。Ref.C12070040500。
  - 『戦時日誌 明治36.12.28～38.10.14/戦時日誌(1)』。Ref.C09050281400。
  - 『「極秘 明治37.8年海戦史 第11部 戦局日誌 巻1」/第1編 開戦前誌（明治36年4月8日より37年2月5日に至る）』。Ref.C05110200200。
  - 『明治38年 達 完/6月』。Ref.C12070053000。
  - 『大正元年 達 完/8月』。Ref.C12070064400。
  - 『大正3年 達 完/10月』。Ref.C12070068000。
  - 『大正10年達完/9月』。Ref.C12070079200。
  - 『日露役旅順陥落迄の両国艦船勢力並亡失表(明治37年)』。Ref.C14120009500。
  - 『明治32年12月25日　八島を御召艦に千歳を供奉艦に定め本日午後2時沼津着の見込沼津御発艦は同地着の上定』。Ref.C10126674800。
  - 『明治32年4月11日　皇太子殿下沼津より横須賀まて御乗艦の為め東宮大夫より』。Ref.C10126674900。
  - 『艦船行動電報明治32年12月分』。Ref.C10100037200。
  - 『記念品の件』。Ref.C04015870600。
  - 『呉鎮機密第788号　廃艦第1号(旧軍艦千歳)船材一部取外使用の件認許す』。Ref.C04021868100。
  - 『官房第573号 5.1.15除籍艦の処分に関する件記念品の件』。Ref.C05021234000。
  - 『第1348号6.4.25訓練用標的に関する件』。Ref.C05021647500。
  - 『第1380号6.4.28廃艦第1号曳航準備工事の件』。Ref.C05021613400。
  - 『航空母艦鳳翔　昭和6年6月1日～8月31日(1)』。Ref.C11083969900。
  - 『第2286号6.7.9鳩彦王殿下戦技御視察の件』。Ref.C05021560100。
  - 『第3240号6.7.13朝香宮殿下戦技御台覧の件(1)』。Ref.C05021560200。
  - 『第3240号6.7.13朝香宮殿下戦技御台覧の件(2)』。Ref.C05021560300。
  - 『第3240号6.7.13朝香宮殿下戦技御台覧の件(3)』。Ref.C05021560400。
  - 『第3240号6.7.13朝香宮殿下戦技御台覧の件(4)』。Ref.C05021560500。
  - 『第3240号6.7.13朝香宮殿下戦技御台覧の件(5)』。Ref.C05021560600。